# Lucas Calegari
Lucas Felipe Calegari (Cuiabá, 27 de febrero de 2002) es un futbolista brasileño. Juega de defensa y su equipo es el Eyüpspor de la Superliga de Turquía.

## Trayectoria
Calegari entró a las inferiores del Fluminense en 2014 y firmó su primer contrato con el club en diciembre de 2019. Debutó en el primer equipo del Flu el 22 de agosto de 2020 ante el Athletico Paranaense en la Serie A.

## Selección nacional
Disputó un encuentro en la selección sub-17 de Brasil en 2019.

## Estadísticas
Actualizado al último partido disputado el 18 de abril de 2025.
| Club                      | Div.          | Temporada     | Liga  | Liga  | Estatal | Estatal | Copas nacionales | Copas nacionales | Copas internacionales | Copas internacionales | Total | Total |
| Club                      | Div.          | Temporada     | Part. | Goles | Part.   | Goles   | Part.            | Goles            | Part.                 | Goles                 | Part. | Goles |
| ------------------------- | ------------- | ------------- | ----- | ----- | ------- | ------- | ---------------- | ---------------- | --------------------- | --------------------- | ----- | ----- |
| Fluminense F. C. · Brasil | 1.ª           | 2020          | 22    | 0     | 0       | 0       | 3                | 0                | —                     | —                     | 25    | 0     |
| Fluminense F. C. · Brasil | 1.ª           | 2021          | 14    | 0     | 8       | 0       | 1                | 0                | 6                     | 0                     | 29    | 0     |
| Fluminense F. C. · Brasil | 1.ª           | 2022          | 10    | 0     | 8       | 1       | 1                | 0                | 7                     | 0                     | 26    | 1     |
| Fluminense F. C. · Brasil | 1.ª           | 2023          | —     | —     | 4       | 0       | —                | —                | —                     | —                     | 4     | 0     |
| LA Galaxy Estados Unidos  | 1.ª           | 2023          | 22    | 0     | —       | —       | 3                | 0                | 2                     | 0                     | 27    | 0     |
| LA Galaxy Estados Unidos  | Total club    | Total club    | 22    | 0     | 0       | 0       | 3                | 0                | 2                     | 0                     | 27    | 0     |
| Fluminense F. C. · Brasil | 1.ª           | 2024          | 2     | 0     | 0       | 0       | 0                | 0                | 0                     | 0                     | 2     | 0     |
| Fluminense F. C. · Brasil | Total club    | Total club    | 48    | 0     | 20      | 1       | 5                | 0                | 13                    | 0                     | 86    | 1     |
| F. C. Famalicão Portugal  | 1.ª           | 2024-25       | 18    | 0     | —       | —       | 2                | 0                | —                     | —                     | 20    | 0     |
| F. C. Famalicão Portugal  | Total club    | Total club    | 18    | 0     | 0       | 0       | 2                | 0                | 0                     | 0                     | 20    | 0     |
| Eyüpspor Turquía          | 1.ª           | 2025-26       | 0     | 0     | —       | —       | 0                | 0                | —                     | —                     | 0     | 0     |
| Eyüpspor Turquía          | Total club    | Total club    | 0     | 0     | 0       | 0       | 0                | 0                | 0                     | 0                     | 0     | 0     |
| Total carrera             | Total carrera | Total carrera | 88    | 0     | 20      | 1       | 10               | 0                | 15                    | 0                     | 133   | 1     |

## Palmarés

### Títulos estatales
| Título             | Club             | País           | Año  |
| ------------------ | ---------------- | -------------- | ---- |
| Campeonato Carioca | Fluminense F. C. | Río de Janeiro | 2022 |